# ILLUSTRATION
『ILLUSTRATION』（イラストレーション）は、翔泳社から発行されている現代イラスト画集シリーズ。平泉康児が企画・監修をしている。

## 内容
2013年に発売された『ILLUSTRATION 2013』に始まり、逐次刊行物的に原則として毎年1冊が発行されており、1冊につき150組のイラストレーターの作品とプロフィールが掲載されている。プロフィールには「Webサイト」「メールアドレス」「Twitter ID」「制作環境」「作家本人によるコメント文」が掲載される。
2023年2月24日、韓国のイラストレーターを特集した『ILLUSTRATION SCENE OF KOREA』が発売された。

## 出版社
元々はソーテック社が発行していたが、『ILLUSTRATION 2014』から翔泳社から出版されるようになった。

## ILLUSTRATION 2022
2022年4月、翔泳社は『ILLUSTRATION 2022』の表紙にスキャンダルを起こした古塔つみのイラストが採用されていたことについて、「イラストを愛するすべての方々のご好意とご期待」を裏切ったとして謝罪すると共に、予定通り『ILLUSTRATION 2023』を刊行することを発表した。
担当編集の平泉康児は、非常にセンシティブな問題であったため、声明発信のタイミングは慎重にならざるを得なかったと述べ、今回のことはただ残念であったとコメントした。

## 反応
『ILLUSTRATION』はシリーズ累計11万部を数えている。『ILLUSTRATION 2022』における対応について、中村佑介は「作家のことを親身に考えている」と述べた。